# Wiborgia
Wiborgia es un género de plantas con flores  perteneciente a la familia Fabaceae. Comprende 26 especies descritas y de estas, solo 10 aceptadas.

## Taxonomía
El género fue descrito por Carl Peter Thunberg y publicado en Nova Genera Plantarum 137. 1800.

### Etimología
El género fue nombrado en honor de Erik Viborg por Carl Peter Thunberg.

## Especies
Wiborgia fusca

Wiborgia humilis

Wiborgia incurvata

Wiborgia leptoptera

Wiborgia monoptera

Wiborgia mucronata

Wiborgia obcordata

Wiborgia sericea

Wiborgia tenuifolia

Wiborgia tetraptera
Ref: ILDIS Version 6.05